# LD Alajuelense
LD Alajuelense, celým názvem Liga Deportiva Alajuelense, je kostarický fotbalový klub sídlící ve městě Alajuela. Jde o nejúspěšnější fotbalový klub v Kostarice a jeden z nejúspěšnějších klubů v celé střední a severní Americe (zóna CONCACAF). Byl založen 18. června 1919. Své domácí zápasy hraje na Estadio Alejandro Morera Soto pro 17 895 diváků.

## Česká stopa
Na postu trenéra v klubu působili Jan Poštulka (1991–1993) a Ivan Mráz. V letech 1991–1992 za klub nastupoval Pavel Karoch.

## Úspěchy
- 30× vítěz kostarické ligy (1928, 1939, 1941, 1945, 1949, 1950, 1958, 1959, 1960, 1966, 1970, 1971, 1980, 1983, 1984, 1991, 1992, 1995/96, 1996/97, 1999/00, 2000/01, 2001/02, 2002/03, 2004/05, Apertura 2010/11, Clausura 2010/11, Apertura 2011/12, Apertura 2012/13, Invierno 2013/14 Verano 2020)
- 8× vítěz kostarického poháru (1926, 1928, 1937, 1941, 1944, 1948, 1949, 1977)
- 1× vítěz kostarického superpoháru (2012)
- 3× vítěz Copa Interclubes UNCAF (1996, 2002, 2005)
- 2× vítěz ligy mistrů CONCACAF (1986, 2004)

## Stadion
Domovem klubu je Estadio Alejandro Morera Soto, stadion otevřený v roce 1942 nese své současné jméno od roku 1966, kdy byl pojmenován po bývalém hráči klubu Alejandro Morera Soto, který oblékal také barvy slavného španělského klubu FC Barcelona.